# Pseudohealdia
Pseudohealdia is een geslacht van uitgestorven kreeftachtigen uit de klasse van de Ostracoda (mosselkreeftjes).

## Soorten
- Pseudohealdia communis (Viaud, 1963) Donze, 1967 †
- Pseudohealdia etaulensis (Apostolescu, 1959) Donze, 1985 †
- Pseudohealdia grosdidieri (Viaud, 1963) Donze, 1967 †
- Pseudohealdia nasuta (Drexler, 1958) Gruendel, 1964 †
- Pseudohealdia pseudohealdiae Gruendel, 1964 †
- Pseudohealdia septenaria (Gruendel, 1964) Donze, 1985 †
- Pseudohealdia truncata Malz, 1971 †